# Łuk regularny
Łuk regularny – rodzaj krzywej opisanej parametrycznie:
{\displaystyle {\big (}x(t),y(t){\big )},} gdzie {\displaystyle t\in [\alpha ,\beta ]}
lub ogólniej, w przestrzeni n-wymiarowej:
{\displaystyle {\big (}z_{1}(t),\dots ,z_{n}(t){\big )},} gdzie {\displaystyle t\in [\alpha ,\beta ].}
Łuk regularny jest zdefiniowany przez spełnianie zestawu warunków:
- nie ma punktów wielokrotnych, tzn. różnym wartościom {\displaystyle t} odpowiadają różne punkty krzywej (różnowartościowość, in. iniekcyjność);
- funkcje te mają w przedziale {\displaystyle [\alpha ,\beta ]} pochodne o pewnych własnościach:

- pochodne te są ciągłe;
- te pochodne nie zerują się jednocześnie, tzn.

{\displaystyle {\big (}x'(t){\big )}^{2}+{\big (}y'(t){\big )}^{2}>0}
lub odpowiednio, w przestrzeni n-wymiarowej:
{\displaystyle {\big (}z_{1}'(t){\big )}^{2}+\ldots +{\big (}z_{n}'(t){\big )}^{2}>0}
dla każdego {\displaystyle t\in [\alpha ,\beta ]}.

## Własności
Łuk regularny ma w każdym swoim punkcie styczną. Każdy łuk regularny jest łukiem zwykłym oraz krzywą prostowalną, której długość wyraża się wzorem:
{\displaystyle |L|=\int \limits _{\alpha }^{\beta }{{\sqrt[{}]{{\big (}x'(t){\big )}^{2}+{\big (}y'(t){\big )}^{2}}}\;dt}.}
Każdy punkt leżący na tej krzywej nazywany jest punktem regularnym.